# Pháo đài Brest (truyện ký)
Pháo đài Brest (tiếng Nga: Брестская крепость) là tên gọi tập truyện ký về cuộc chiến đấu anh dũng của các chiến sĩ biên phòng Soviet trong Trận phòng thủ Brest. Tác phẩm do nhà báo, nhà sử học Sergey Smirnov thực hiện từ năm 1957 đến 1964 mới hoàn thành.
Lần đầu tiên, trận phòng thủ Brest được biết đến trong báo cáo của Sư đoàn bộ binh số 45 gửi Bộ tư lệnh Tập đoàn quân số 4 (Đức Quốc xã) mà một trong các bản sao của nó bị quân đội Liên Xô thu giữ trong đống giấy tờ hỗn độn tại kho văn khố Sư đoàn bị bỏ lại trong thành phố Livny tháng 2 năm 1942. Vào cuối thập niên 1940, rải rác trên các tờ báo Liên Xô đã xuất hiện một số bài viết đầu tiên về trận phòng thủ Brest nhưng thường là các tin tức không xác minh được. Năm 1951, trong khi phân tích các mảnh vỡ tại các cổng trại của Brest, người ta đã được tìm thấy bản "Mệnh lệnh số 1" và cho đến nay, đây là văn kiện viết tay duy nhất bằng tiếng Nga về trận đánh này được soạn thảo vào thời điểm đó và còn lưu giữ được.
Năm 1957, nhà báo, nhà sử học Sergey Sergeyevich Smirnov sau nhiều cuộc điều tra đã công bố những chương đầu tiên của cuốn sách Pháo đài Brest. Ông đã điều tra rất kỹ về số phận của những chiến sĩ Hồng quân tham gia bảo vệ pháo đài, về những người đã ngã xuống ngoài chiến trường, về những người đã chết trong trại tập trung của phát xít Đức, về những người còn sống sót sau chiến tranh.

## Nội dung
Trận phòng thủ Brest chủ yếu diễn ra giữa quân đội phát xít Đức với lực lượng biên phòng Soviet đồn trú trong pháo đài Brest. Về cơ bản, trận đánh chỉ kéo dài 9 ngày, từ 22 đến 30 tháng 6 năm 1941 khi quân Đức chiếm được khu trung tâm pháo đài. Tuy nhiên, một số cuộc đánh trả ít quy mô vẫn tiếp tục nổ ra trong lòng pháo đài cho đến hết ngày 20 tháng 7 năm 1941 do một vài nhóm sĩ quan và binh sĩ Soviet không chịu đầu hàng, vẫn trốn dưới các hầm ngầm và kiên cường chiến đấu.

## Đánh giá

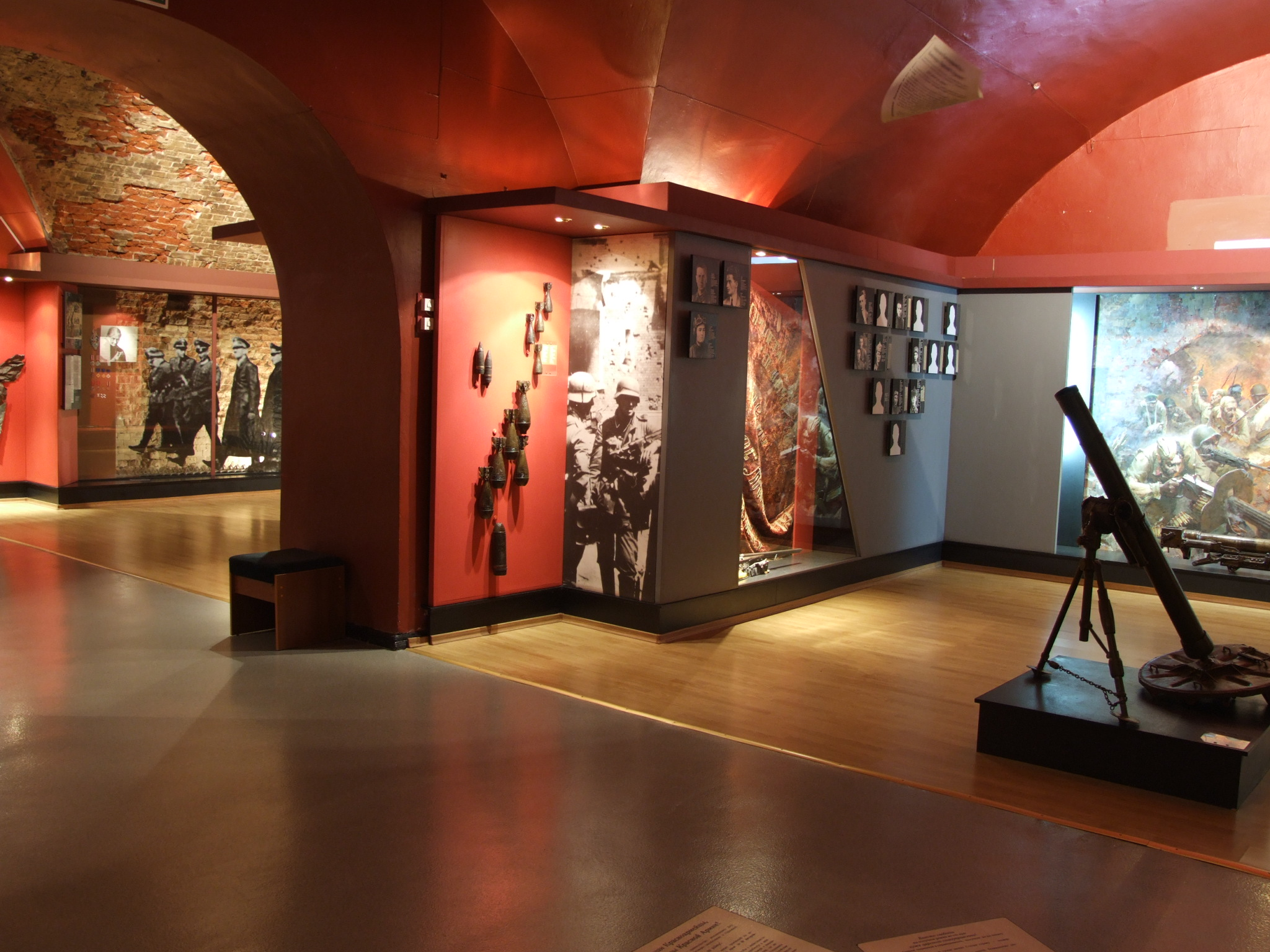
Bảo tàng lưu niệm trận phòng thủ Brest, phòng số 6

Thực chất sức kháng cự mãnh liệt của lực lượng đồn trú trong pháo đài Brest không gây nhiều ảnh hưởng nghiêm trọng đến bước tiến của Quân đội Đức Quốc xã trong thời gian đầu cuộc Chiến tranh Vệ quốc vĩ đại, căn cứ vào việc quân Đức bỏ mặc pháo đài nằm phía sau tiền tuyến sau một tuần tấn công và đánh chiếm. Tuy nhiên, Bộ Tổng tư lệnh tối cao Liên Xô đã nhận thức được tầm quan trọng của sự kháng cự quyết liệt của quân đội và nhân dân Liên Xô trước sức tấn công của quân phát xít xâm lược và đã lưu ý đến cuộc phòng thủ này vào tháng 11 khi nhận được báo cáo tình báo từ hậu tuyến của quân Đức chuyển về.
Có điều, cuộc chiến đấu anh hùng của các chiến sĩ pháo đài Brest không được phổ biến rộng rãi cho đến khi Iosif Stalin qua đời. Sau chiến tranh, những chiến sĩ Hồng quân còn sống sót trong các trại tập trung của phát xít Đức lại bị cơ quan NKVD của Beria gán cho tội "làm phản", "cộng tác với địch" và phải chịu cảnh đày ải trong các trại tập trung "vì lý do họ đã bị quân thù bắt làm tù binh" (theo Chỉ thị số 270). Sau khi Stalin chết, các chiến sĩ bảo vệ pháo đài Brest cuối cùng đã được trả tự do và được vinh danh. Ngày 22 tháng 6 năm 1956, Trong dịp kỷ niệm 15 năm ngày nổ ra cuộc Chiến tranh Vệ quốc vĩ đại, cơ quan truyền thông chính thức của Liên Xô - Gosteleradio - mới nhận định rằng, những người lính Soviet bảo vệ pháo đài Brest là điển hình của chủ nghĩa anh hùng và tổ chức cuộc phòng thủ pháo đài trong vòng một tháng, trong vòng vây của quân Đức. Tuy nhiên, ở thời điểm đó, dư luận phương Tây cho rằng đây chỉ là chuyện tưởng tượng. Đến nay, người Nga đã chứng minh được sự thật lịch sử và vẫn giữ quan điểm của mình. Một bài viết của Tatyana Shvetsova cho đài phát thanh Tiếng nói Nước Nga vẫn khẳng định: "Ngay cả sau khi chiến đấu trong vòng một tháng, pháo đài Brest vẫn tiếp tục kháng cự, đã giam chân một bộ phận đáng kể lực lượng của kẻ thù và làm cho chúng mệt mỏi".

## Chuyển thể
Năm 1951, họa sĩ P.A.Krivonogov đã vẽ bức tranh Những người bảo vệ Pháo đài Brest nổi tiếng. Năm 1956, hãng Mosfilm đã xây dựng bộ phim Đội quân đồn trú bất tử do nhà văn Konstantin Simonov viết kịch bản, được dàn dựng bởi các đạo diễn Zakhar Agranenko và Eduard Tisse cùng nhà quay phim Venyamin Basnev. Bộ phim dài 92 phút này mô tả lại toàn bộ cuộc chiến tại pháo đài Brest từ ngày 22 tháng 6 đến ngày 20 tháng 7 năm 1941.

Đài tưởng niệm cuộc phòng thủ pháo đài Brest

Năm 1974, Nhà xuất bản Cầu Vồng đã phát hành tác phẩm Tên anh chưa có trong danh sách của nhà văn Xô Viết Boris Vasilyev. Tác phẩm nói về nhân vật Pluzhnikov, người lính duy nhất còn lại của Hồng quân ở Brest bị bắt sau 9 tháng ẩn trốn và chiến đấu dưới các hàm ngầm của pháo đài. Khi các sĩ quan Đức Quốc xã hỏi anh về tên tuổi, cấp bậc, chức vụ, Nikolai Pluzhnikov chỉ trả lời ngắn gọn: "Tôi - người lính Nga !" và chết. Năm 1975, Nhà hát quốc gia Moskva mang tên "Lenkom" đã chuyển thể tác phẩm này thành vở kịch cùng tên do nghệ sĩ công huân Mark Zakharov đạo diễn.
Năm 1995, Hãng "Mosfilm" tiếp tục xây dựng bộ phim "Tôi - người lính Nga" (Я - русский солдат) dài 100 phút. Bộ phim này cũng nói về cuộc phòng thủ pháo đài Brest dựa trên tiểu thuyết "Tên anh chưa có trong danh sách" (В списках не значился) của nhà văn Boris Vasilyev (Борис Васильев). Hãng "Belarusfilm" đã dựng bộ phim "Pháo đài Brest" (Брестская крепость) trình chiếu năm 2010 vào dịp kỷ niệm 65 năm Ngày chiến thắng.
Năm 1965, bộ phim tài liệu "Người cha anh hùng thân yêu của tôi" nói về những anh hùng của "trận Pháo đài Brest" đã được giải nhất của Liên hiệp thanh thiếu niên Quốc tế. Năm 2006, các đài truyền quân sự Nga và Belarus đã phối hợp xây dựng loạt phim tài liệu "Pháo đài Brest bất tử", trong đó có một tập phim phục hiện lại của phòng thủ của pháo đài trong năm 1941. Năm 2007, Ủy ban phát thanh truyền hình trung ương Nga - RTR - đã cho phát sóng bộ phim tài liệu "Pháo đài Brest" trong đó có nhiều đoạn phim tài liệu do hãng Wochenschau của Đức Quốc xã quay tại chỗ cuộc tấn công pháo đài Brest trong thời kỳ đầu chiến tranh thế giới thứ hai và cảnh Adolf Hitler cùng Mussolini đến thăm pháo đài Brest sau khi bị quân Đức chiếm.

## Vinh danh
- Giải thưởng Lenin (1965)
- Huân chương Lenin